# Giuseppe Firrao (1670–1744)
Giuseppe Firrao (ur. 12 lipca 1670 w Luzzi, zm. 24 października 1744 w Rzymie) – włoski kardynał.

## Życiorys
Firrao pochodził ze szlacheckiej rodziny, był synem Pietra Firrao i Isabelli Caracciolo. Studiował w rzymskim seminarium, a następnie na Sapienzy, gdzie w 1695 uzyskał doktorat utroque iure. W tym samym roku został referendarzem Najwyższego Trybunału Sygnatury Apostolskiej, a dwa lata później wicelegatem w Urbino. Następnie był gubernatorem Loreto, Ankony, Civitavecchii, Viterbo i Perugii. 25 sierpnia 1714 przyjął święcenia diakonatu. 2 września 1714 został wyświęcony na prezbitera i wybrany arcybiskupem tytularnym Nicei. Od 1716 pełnił rolę nuncjusza w Szwajcarii, a od 1720 – w Portugalii. 11 grudnia 1730 został wybrany biskupem (z osobistym tytułem arcybiskupa) Aversy; zrezygnował z diecezji 26 września 1734.
24 września 1731 został kreowany kardynałem prezbiterem i otrzymał kościół tytularny S. Tommaso in Parione. Od 4 października 1733 do 6 lutego 1740 był sekretarzem stanu. Był także prefektem Świętej Konsulty oraz protektorem zakonu augustianów. Od 1737 był także protektorem joannitów i szpitalników oraz prefektem Trybunału Sygnatury Łaski. W 1738 został mianowany prefektem Kongregacji ds. Biskupów i Zakonników. Od stycznia 1741 przez roczną kadencję pełnił także funkcję kamerlinga Kolegium Kardynałów.